# Фабий Рустик
Фа́бий Ру́стик (лат. Fabius Rusticus; умер, предположительно, после 108 года) — древнеримский историк.

## Биография
Вероятно, Фабий Рустик происходил из Испании. Он был другом философа Сенеки Младшего. Крупный хронист Корнелий Тацит, упоминающий его несколько раз в своих «Анналах», пишет, что Рустик в своём сочинении «вообще обнаруживает склонность восхвалять Сенеку, так как своим благоденствием был обязан его покровительству». Этот же автор ставил имя Рустика в один ряд с великим историком Титом Ливием и сообщал о красноречивости обоих писателей. Есть предположение, что в 108 году Рустик был ещё жив.
Фабий Рустик был современником императоров Клавдия и Нерона. Он является автором не дошедшего до нашего времени исторического труда о правлении Клавдия и Нерона, а также, возможно, Года четырёх императоров. О масштабах его работы известно очень мало. Сочинение Фабия Рустика использовали для составления своих «Анналов» Тацит и, возможно, другие более поздние историки как Светоний и Иосиф Флавий.
Последний, кто, по–видимому, держал в руках его труды — Диоген Лаэртский.